# Конец радуг
«Конец радуг» (англ. Rainbows End) — роман Вернора Винджа в жанре научной фантастики с элементами сатиры, написанный в 2006 году. «Конец радуг» стал лауреатом премий «Хьюго» и «Локус» в 2007 году.

## Сюжет
Главными героями «Конца радуг» являются члены азиатско-американской семьи. Старшее поколение представляет бывший поэт Роберт Гу, его сын и невестка представляют собой среднее поколение, а их дочь (внучка Роберта) — новое поколение. Все события и аллюзии романа построены на том, что герои, живущие под одной крышей, абсолютно не похожи друг на друга ни по возрасту, ни по темпераменту, ни по жизненной философии.
Действие происходит в американском городе Сан-Диего штата Калифорния в 2025 году, когда грань между миром реальным и виртуальностью практически размыта, и сетевые сущности постоянно проецируются на материальные предметы. Люди реальности 2025 года настолько привыкли к постоянному использованию технологических нововведений, мультимедийных проектов, техник быстрого обучения, виртуальных библиотек и интеллектуальных сервисов, что не в силах уже отличить, где заканчивается реальный мир и начинается виртуальный.
На фоне всего этого некая банда злодеев, используя огрехи супертехнологии, запускает план по созданию и развёртыванию массовой технологии контроля над разумом, в попытке подчинения себе всего мира. И противостоит им не специальный отряд службы безопасности, а 75-летний поэт Роберт Гу, который долгие годы провёл на пороге смерти и вернулся к жизни лишь недавно. Роберт вынужден в зрелом возрасте вживаться в непривычный мир. Он является «чужаком в чужой стране» и ещё не привык к тому количеству возможностей, которые даёт любому человеку современная (в романе) цивилизация, для чего ему необходимо посещать Фэрмаунтскую среднюю школу (англ. Fairmont High, хотя более правилен перевод как Фэрмонтскую, в переводах произведений Винджа на русский язык это учреждение переводится как Фэрмаунтская и Файрмонтская), где подобные Роберту «чужие» обучаются наравне с детьми нового поколения (например, там обучается внучка Роберта).

### Персонажи
- Роберт Гу (англ. Robert Gu) — знаменитый поэт, который после излечения от болезни Альцгеймера и омоложения (благодаря новейшим технологиям) обнаружил, что потерял свой поэтический дар, но приобрел способности к техническим инновациям. Старомодный приверженец консерватизма (бумажных библиотек, лекций, читаемых живым профессором в университетах), Роберт не может смириться с тем, что все эти «ценности» атрофировались. Озлобленный на весь мир, Гу участвует в заговоре, целью которого является предотвратить превращение библиотеки Университета Сан-Диего из бумажной в электронную[2].
- Роберт Гу младший или Боб Гу (англ. Robert Gu, Jr., Bob) — его сын, офицер службы безопасности по вопросам предотвращения террористических атак.
- Алиса (Элис) Гун Гу (англ. Alice Gong Gu) — жена Боба; так же как и муж, является работником службы безопасности.
- Мири Гу (англ. Miri Gu) — тринадцатилетняя дочь Боба и Алисы, принимающая активное участие в адаптации Роберта в новом мире.
- Хуан Ороско (англ. Juan Orozco) — подросток, напарник Роберта по школьному проекту, который опекает его вместе с Мири Гу.
- Альфред Ваз (англ. Alfred Vaz) — глава индийской разведки, который пытается предотвратить захват мира.
- Мистер Кролик (англ. Mr. Rabbit; Mysterious Stranger) — таинственный внештатный агент, скрывающийся за аватарой Белого кролика, нанятый разведками мира, для предотвращения коварных планов по осуществлению контроля над сознанием.

## История создания и особенности
Роман «Конец радуг» был издан в США 16 мая 2006 года издательством Tor Books в Нью-Йорке. Как и во многих других романах Винджа, основной темой «Конца радуг» является концепция безопасности в «цифровом обществе», где повсеместно распространены компьютерные технологии. В романе рассматриваются последствия от быстрого внедрения технологий, а именно позиции недовольных, кто будет угрожать обществу, и тех, кто будет пытаться их остановить. И хотя 11 сентября в романе упоминаются всего один раз, общее воздействие от этих событий не вызывает сомнения.
Вместо традиционного авторского посвящения человеку или группе лиц, Виндж посвящает роман «познавательным интернет-ресурсам, которые изменили нашу жизнь — Википедии, Google и другим, которые существуют или будут созданы в будущем» (англ. the Internet-based cognitive tools that are changing our lives — Wikipedia, Google, and the others of their kind, now and in the future.). В романе Винджа имеются отсылки к реальным произведениям в жанре научной фантастики. Например, дети играют в виртуальную игру «футбол Игана» (англ. Egan Soccer) — явная аналогии с «квантовым футболом» (англ. Quantum Soccer) из повести Грега Игана «Хранители границы» (англ. Border Guards) 1999 года.

### Фэрмаунтская школа
Упоминание Фэрмаунтской средней школы встречается в ещё двух рассказах Вернора более раннего периода: «Горячая пора в Фэрмаунтской средней школе» (англ. Fast Times at Fairmont High) 2001 года и «Комплексная интуиция» (англ. Synthetic Serendipity) 2004 года. Главными персонажами первого рассказа являются Хуан Ороско и Мири Гу. Однако, в отличие от «Конца радуг», отца Мири зовут Билл (англ. Bill Gu), а деда — Уильям (англ. William Gu). Имена родителей Мири в романе явно указывают на стандартные метапеременные (имярек) криптографии — Алиса и Боб. Такая связка подтверждается с появлением в романе чиновника Евы Мэлори (см. Алиса, Боб и Ева).
Рассказ «Комплексная интуиция» (есть вариант перевода как «Синтетическое счастье») позднее был включён в роман «Конец радуг» (в изменённом виде). Сюжет описывает Фэрмаунтскую среднюю школу, где ученики проходят адаптацию к новому миру и на уроках пытаются определить своё место в жизни. Именно в эту школу попал Роберт Гу, после того как после болезни смог вернуться к реальной жизни.

## Награды и номинации
- Лауреат премии «Локус» 2007 года в номинации «Лучший научно-фантастический роман»[12].
- Лауреат премии «Хьюго» 2007 года в номинации «Лучший роман»[13].
- Номинант премии Дж. Кэмпбелла в 2007 году[1].

## Издание в России
В России на 2017 год роман «Конец радуг» издавался всего один раз — в 2008 году издательством «АСТ». В 2009 году на IX конвенте «Роскон» издательство «АСТ» получило диплом «Сигма-Ф» в номинации «Лучшее зарубежное произведение» за подготовку и выпуск на русском языке романа Вернора Винджа «Конец радуг».